# Iris caeciliae
Iris caeciliae är en irisväxtart som beskrevs av Aleksandr Alfonsovitj Grossgejm. Iris caeciliae ingår i släktet irisar, och familjen irisväxter. Inga underarter finns listade i Catalogue of Life.